# Mordechai Lewy
Mordechaï Lewy, né le 15 mai 1948 est un historien et diplomate israélien, qui est ambassadeur d'Israël près le Saint-Siège du 12 mai 2008 au 31 juillet 2012.  

## Biographie
Né le jour de la Déclaration d’indépendance d’Israël, latiniste, diplômé en histoire, il étudie « Le développement des ordres monastiques dans les villes médiévales émergentes en Europe ». Diplomate depuis 1975, en poste  en Allemagne, en Suède et en Thaïlande, il est affecté, en 2004, au poste de Conseiller du Maire de Jérusalem pour les communautés religieuses. Il devient ambassadeur d’Israël au Saint-siège en mai 2008. Passionné des tatouages des pèlerins chrétiens, il présente une exposition en 2011 à Rome, Loreto (province d’Ancône) et Jérusalem,.
Il déclenche une polémique en 2011 avec ses propos concernant le rôle du pape Pie XII lors de la Shoah.
Il y a tout lieu de penser que ces institutions religieuses catholiques ont recueilli des Juifs avec l'accord et le soutien de la plus haute hiérarchie vaticane."
Et que "Ce serait donc une erreur de dire que l'Église catholique, le Vatican et le pape lui-même n'ont rien voulu faire pour sauver des Juifs. C'est le contraire qui est vrai. 
Il a également reconnu « La volonté vaticane de sauver les juifs».